# Лауреаты Государственной премии Украины в области науки и техники (1972)
Лауреаты Государственной премии Украины в области науки и техники 1972 года — перечень награждённых государственной наградой Украинской ССР, присужденной в 1972 году за достижения в науке и технике.
На основании представления Комитета по Государственным премиям Украины в области науки и техники Центральный Комитет Компартии Украины и Совет Министров Украинской ССР вышло Постановление № 578 от 18 декабря 1972 г. «О присуждении Государственных премий Украины в области науки и техники 1972 года».

## Лауреаты
| Премированная работа | Лауреаты                            | кратко про лауреата |
| --- | ----------------------------------- | --- |
| Научно-технологическая разработка, внедрение производства дисперсных кремнеземов с химически модифицированной поверхностью и их применение в качестве загустителей смазочных материалов              | Уманская, Ольга Ивановна            | старший научный сотрудник Львовского филиала Всесоюзного научно-исследовательского и проектно-конструкторского института нефтеперерабатывающей и нефтехимической промышленности                                                                      |
| Научно-технологическая разработка, внедрение производства дисперсных кремнеземов с химически модифицированной поверхностью и их применение в качестве загустителей смазочных материалов              | Ищук, Юрий Лукич                    | кандидат технических наук, заместитель директора Всесоюзного научно-исследовательского и проектно-конструкторского института нефтеперерабатывающей и нефтехимической промышленности                                                                  |
| Научно-технологическая разработка, внедрение производства дисперсных кремнеземов с химически модифицированной поверхностью и их применение в качестве загустителей смазочных материалов              | Хабер, Николай Васильевич           | кандидат химических наук, главный инженер Калушского химико-металлургического комбината |
| Научно-технологическая разработка, внедрение производства дисперсных кремнеземов с химически модифицированной поверхностью и их применение в качестве загустителей смазочных материалов              | Тертых, Валентин Анатольевич        | кандидат химических наук, старший научный сотрудник Института физической химии имени Л. В. Писаржевского Академии наук УССР |
| Научно-технологическая разработка, внедрение производства дисперсных кремнеземов с химически модифицированной поверхностью и их применение в качестве загустителей смазочных материалов              | Неймарк, Израиль Евсеевич           | доктор химических наук, профессор, заведующий отделом Института физической химии имени Л. В. Писаржевского Академии наук УССР |
| Научно-технологическая разработка, внедрение производства дисперсных кремнеземов с химически модифицированной поверхностью и их применение в качестве загустителей смазочных материалов              | Чуйко, Алексей Алексеевич           | доктор химических наук, старший научный сотрудник Института физической химии имени Л. В. Писаржевского Академии наук УССР, руководитель работы |
| Разработка и внедрение автоматизированной системы управления гальваническими линиями на предприятии с многономенклатурным характером производства                                                    | Стиранка, Анна Ивановна             | ведущий инженер Института кибернетики Академии наук УССР |
| Разработка и внедрение автоматизированной системы управления гальваническими линиями на предприятии с многономенклатурным характером производства                                                    | Сергиенко, Иван Васильевич          | доктор физико-математических наук, заведующий отделом Института кибернетики Академии наук УССР |
| Разработка и внедрение автоматизированной системы управления гальваническими линиями на предприятии с многономенклатурным характером производства                                                    | Шевченко, Павел Иванович            | бригадир электромонтажников завода «Арсенал» имени В. И. Ленина |
| Разработка и внедрение автоматизированной системы управления гальваническими линиями на предприятии с многономенклатурным характером производства                                                    | Никитин, Андрей Иванович            | кандидат технических наук, заведующий отделом Института кибернетики Академии наук УССР |
| Разработка и внедрение автоматизированной системы управления гальваническими линиями на предприятии с многономенклатурным характером производства                                                    | Кондрашов, Александр Степанович     | ведущий инженер завода «Арсенал» имени В. И. Ленина |
| Разработка и внедрение автоматизированной системы управления гальваническими линиями на предприятии с многономенклатурным характером производства                                                    | Головко, Константин Васильевич      | ведущий инженер завода «Арсенал» имени В. И. Ленина |
| Разработка и внедрение автоматизированной системы управления гальваническими линиями на предприятии с многономенклатурным характером производства                                                    | Ивахненко, Люся Ивановна            | ведущий инженер завода «Арсенал» имени В. И. Ленина |
| Разработка и внедрение автоматизированной системы управления гальваническими линиями на предприятии с многономенклатурным характером производства                                                    | Струтинский, Анатолий Николаевич    | кандидат технических наук, начальник отдела завода «Арсенал» имени В. И. Ленина |
| Разработка и внедрение автоматизированной системы управления гальваническими линиями на предприятии с многономенклатурным характером производства                                                    | Конихов, Александр Александрович    | заместитель начальника цеха завода «Арсенал» имени В. И. Ленина |
| Разработка и внедрение автоматизированной системы управления гальваническими линиями на предприятии с многономенклатурным характером производства                                                    | Кононенко, Валентин Парфеньевич     | начальник конструкторского бюро завода «Арсенал» имени В. И. Ленина |
| Разработка и внедрение прогрессивной технологии добычи марганцевой руды открытым способом и горнотехнической рекультивации отработанных земельных массивов в Никопольском бассейне (1958—1970)       | Пригодо, Василий Прокопович         | главный инженер проекта Государственного союзного института по проектированию предприятий железорудной, марганцевой, флюсовой промышленности, промышленности огнеупорного сырья и плавикового шпата Южгипроруда Министерства чёрной металлургии СССР |
| Разработка и внедрение прогрессивной технологии добычи марганцевой руды открытым способом и горнотехнической рекультивации отработанных земельных массивов в Никопольском бассейне (1958—1970)       | Новожилов, Михаил Галактионович     | доктор технических наук, профессор, заведующий кафедры Днепропетровского горного института имени Артёма |
| Разработка и внедрение прогрессивной технологии добычи марганцевой руды открытым способом и горнотехнической рекультивации отработанных земельных массивов в Никопольском бассейне (1958—1970)       | Тартаковский, Борис Нусимович       | доктор технических наук, профессор, заведующий отделом Института геотехнической механики Академии наук УССР |
| Разработка и внедрение прогрессивной технологии добычи марганцевой руды открытым способом и горнотехнической рекультивации отработанных земельных массивов в Никопольском бассейне (1958—1970)       | Крушинский, Юрий Дмитриевич         | секретарь Орджоникидзевского горкома КП Украины |
| Разработка и внедрение прогрессивной технологии добычи марганцевой руды открытым способом и горнотехнической рекультивации отработанных земельных массивов в Никопольском бассейне (1958—1970)       | Проценко, Иван Григорьевич          | машинист роторного экскаватора Орджоникидзевского горно-обогатительного комбината |
| Разработка и внедрение прогрессивной технологии добычи марганцевой руды открытым способом и горнотехнической рекультивации отработанных земельных массивов в Никопольском бассейне (1958—1970)       | Маляренко, Андрей Иванович          | машинист шагающего экскаватора Орджоникидзевского горно-обогатительного комбината |
| Разработка и внедрение прогрессивной технологии добычи марганцевой руды открытым способом и горнотехнической рекультивации отработанных земельных массивов в Никопольском бассейне (1958—1970)       | Цыганок, Михаил Иванович            | начальник карьера Орджоникидзевского горно-обогатительного комбината |
| Разработка и внедрение прогрессивной технологии добычи марганцевой руды открытым способом и горнотехнической рекультивации отработанных земельных массивов в Никопольском бассейне (1958—1970)       | Видяев, Михаил Хомич                | начальник отдела Орджоникидзевского горно-обогатительного комбината |
| Разработка и внедрение прогрессивной технологии добычи марганцевой руды открытым способом и горнотехнической рекультивации отработанных земельных массивов в Никопольском бассейне (1958—1970)       | Лесников, Сергей Васильевич         | главный инженер Орджоникидзевского горно-обогатительного комбината |
| Разработка и внедрение прогрессивной технологии добычи марганцевой руды открытым способом и горнотехнической рекультивации отработанных земельных массивов в Никопольском бассейне (1958—1970)       | Середа, Григорий Лукич              | кандидат технических наук, директор Орджоникидзевского горно-обогатительного комбината, руководитель работы |
| «разработка и широкое внедрение в народном хозяйстве полуспокойных сталей вместо спокойных» | Воронов, Юрий Феодосиевич           | главный сталеплавильщик криворожского металлургического завода имени В. И. Ленина |
| «разработка и широкое внедрение в народном хозяйстве полуспокойных сталей вместо спокойных» | Воропаев, Александр Петрович        | главный инженер Коммунарского металлургического завода |
| «разработка и широкое внедрение в народном хозяйстве полуспокойных сталей вместо спокойных» | Мазов, Василий Фёдорович            | директор Днепропетровского металлургического завода имени Петровского |
| «разработка и широкое внедрение в народном хозяйстве полуспокойных сталей вместо спокойных» | Лепорский, Владимир Владимирович    | кандидат технических наук, директор Ждановского металлургического завода «Азовсталь» |
| «разработка и широкое внедрение в народном хозяйстве полуспокойных сталей вместо спокойных» | Жемчужников, Георгий Владимирович   | кандидат технических наук, старший научный сотрудник Института электросварки имени Е. О. Патона Академии наук УССР |
| «разработка и широкое внедрение в народном хозяйстве полуспокойных сталей вместо спокойных» | Аснис, Аркадий Ефимович             | доктор технических наук, заведующий отделом |
| «разработка и широкое внедрение в народном хозяйстве полуспокойных сталей вместо спокойных» | Труфяков, Владимир Иванович         | доктор технических наук, заведующий отделом |
| «разработка и широкое внедрение в народном хозяйстве полуспокойных сталей вместо спокойных» | Стороженко, Анатолий Сергеевич      | старший инженер Института чёрной металлургии Министерства чёрной металлургии СССР |
| «разработка и широкое внедрение в народном хозяйстве полуспокойных сталей вместо спокойных» | Вихлевщук, Валерий Антонович        | кандидат технических наук, заведующий лабораторией Института чёрной металлургии Министерства чёрной металлургии СССР |
| «разработка и широкое внедрение в народном хозяйстве полуспокойных сталей вместо спокойных» | Шнееров, Яков Аронович              | доктор технических наук, заведующий отделом Института чёрной металлургии Министерства чёрной металлургии СССР, руководитель работы |
| Разработка и внедрение методики геологического картирования, поисков и изучения глубинного строения месторождений Украинской железорудной провинции геофизическими методами                          | Кужелов, Гавриил Курманович         | инженер геофизик (посмертно) |
| Разработка и внедрение методики геологического картирования, поисков и изучения глубинного строения месторождений Украинской железорудной провинции геофизическими методами                          | Климова, Оксана Васильевна          | руководитель тематических геофизических работ Киевской геологической экспедиции треста «Киевгеология» |
| Разработка и внедрение методики геологического картирования, поисков и изучения глубинного строения месторождений Украинской железорудной провинции геофизическими методами                          | Бакланов, Николай Иванович          | кандидат геолого-минералогических наук, главный инженер Днепропетровской специализированной гравиметрической экспедиции треста «Днепрогеофизика» |
| Разработка и внедрение методики геологического картирования, поисков и изучения глубинного строения месторождений Украинской железорудной провинции геофизическими методами                          | Юньков, Яким Арсентьевич            | доктор геолого-минералогических наук, профессор Днепропетровского горного института имени Артёма |
| Разработка и внедрение методики геологического картирования, поисков и изучения глубинного строения месторождений Украинской железорудной провинции геофизическими методами                          | Тяпкин, Константин Фёдорович        | доктор геолого-минералогических наук, профессор Днепропетровского горного института имени Артёма |
| Разработка и внедрение методики геологического картирования, поисков и изучения глубинного строения месторождений Украинской железорудной провинции геофизическими методами                          | Крутиховская, Зинаида Александровна | доктор геолого-минералогических наук, заведующий отделом Института геофизики Академии наук УССР |
| Разработка и внедрение методики геологического картирования, поисков и изучения глубинного строения месторождений Украинской железорудной провинции геофизическими методами                          | Субботин, Серафим Иванович          | академик АН УССР, директор Института геофизики Академии наук УССР |
| Разработка и внедрение в практику учреждений здравоохранения радиоизотопной и лазерной аппаратуры, а также комплекса методик для биологических исследований, диагностического и лечебного применения | Сиваченко, Тамара Порфирьевна       | доктор медицинских наук, профессор, заведующий кафедры Киевского института усовершенствования врачей |
| Разработка и внедрение в практику учреждений здравоохранения радиоизотопной и лазерной аппаратуры, а также комплекса методик для биологических исследований, диагностического и лечебного применения | Ратманский, Онисим Юльевич          | начальник отдела того же завода |
| Разработка и внедрение в практику учреждений здравоохранения радиоизотопной и лазерной аппаратуры, а также комплекса методик для биологических исследований, диагностического и лечебного применения | Лысенко, Борис Николаевич           | начальник лаборатории завода «Радиоприбор» |
| Разработка и внедрение в практику учреждений здравоохранения радиоизотопной и лазерной аппаратуры, а также комплекса методик для биологических исследований, диагностического и лечебного применения | Кудрявцев, Иван Васильевич          | кандидат технических наук, старший научный сотрудник завода «Радиоприбор» |
| Разработка и внедрение в практику учреждений здравоохранения радиоизотопной и лазерной аппаратуры, а также комплекса методик для биологических исследований, диагностического и лечебного применения | Калина, Всеволод Константинович     | кандидат медицинских наук, доцент Киевского института усовершенствования врачей |
| Разработка и внедрение в практику учреждений здравоохранения радиоизотопной и лазерной аппаратуры, а также комплекса методик для биологических исследований, диагностического и лечебного применения | Кавецкий, Ростислав Евгеньевич      | академик АН УССР, директор Институт проблем онкологии Академии наук УССР |
| Разработка и внедрение в практику учреждений здравоохранения радиоизотопной и лазерной аппаратуры, а также комплекса методик для биологических исследований, диагностического и лечебного применения | Исаков, Виктор Леонидович           | кандидат технических наук, старший научный сотрудник завода «Радиоприбор» |
| Разработка и внедрение в практику учреждений здравоохранения радиоизотопной и лазерной аппаратуры, а также комплекса методик для биологических исследований, диагностического и лечебного применения | Ищенко, Виталий Петрович            | кандидат медицинских наук, работник Киевского института усовершенствования врачей |
| Разработка и внедрение в практику учреждений здравоохранения радиоизотопной и лазерной аппаратуры, а также комплекса методик для биологических исследований, диагностического и лечебного применения | Згуровский, Валентин Арсентьевич    | кандидат технических наук, директор завода «Радиоприбор» |
| Разработка и внедрение в практику учреждений здравоохранения радиоизотопной и лазерной аппаратуры, а также комплекса методик для биологических исследований, диагностического и лечебного применения | Гамалия, Николай Фёдорович          | кандидат биологических наук, заведующий отделом Института проблем онкологии Академии наук УССР |
| Создание горизонтальных капсульных гидроагрегатов Киевской ГЭС | Носков, Борис Викторович            | старший мастер Харьковского турбинного завода имени С. М. Кирова |
| Создание горизонтальных капсульных гидроагрегатов Киевской ГЭС | Барбин, Иван Яковлевич              | токарь-расточник Харьковского турбинного завода имени С. М. Кирова |
| Создание горизонтальных капсульных гидроагрегатов Киевской ГЭС | Угольников, Виктор Васильевич       | заместитель главного инженера Харьковского турбинного завода имени С. М. Кирова |
| Создание горизонтальных капсульных гидроагрегатов Киевской ГЭС | Меловцов, Алексей Алексеевич        | кандидат технических наук, заместитель главного конструктора гидротурбин Харьковского турбинного завода имени С. М. Кирова |
| Создание горизонтальных капсульных гидроагрегатов Киевской ГЭС | Робук, Николай Николаевич           | кандидат технических наук, главный конструктор гидротурбин Харьковского турбинного завода имени С. М. Кирова |
| Создание горизонтальных капсульных гидроагрегатов Киевской ГЭС | Рябинин, Вячеслав Евстафьевич       | кандидат технических наук, доцент, заведующий лабораторией Всесоюзного научно-исследовательского, конструкторского и технологического института гидромашиностроения                                                                                  |
| Создание горизонтальных капсульных гидроагрегатов Киевской ГЭС | Поташник, Семён Израилевич          | начальник цеха Каскада Киевской ГЭС и ГАЭС |
| Создание горизонтальных капсульных гидроагрегатов Киевской ГЭС | Строганов, Евгений Михайлович       | главный инженер каскада Киевской ГЭС и ГАЭС |
| Создание горизонтальных капсульных гидроагрегатов Киевской ГЭС | Бобырев, Владимир Гаврилович        | бригадир электросварщиков Научно-исследовательского проектно-конструкторского и технологического института Харьковского завода «Электротяжмаш» имени В. И. Ленина                                                                                    |
| Создание горизонтальных капсульных гидроагрегатов Киевской ГЭС | Станиславский, Лазарь Янкелевич     | кандидат технических наук, заместитель директора Научно-исследовательского, проектно-конструкторского и технологического института Харьковского завода «Электротяжмаш» имени В. И. Ленина                                                            |
| Создание и внедрение комплекса квазиоптических радиоизмерительных устройств миллиметровых и субмиллиметровых волн                                                                                    | Цыганков, Александр Сергеевич       | мастер экспериментального производства Института радиофизики и электроники Академии наук УССР |
| Создание и внедрение комплекса квазиоптических радиоизмерительных устройств миллиметровых и субмиллиметровых волн                                                                                    | Горошко, Анатолий Иванович          | младший научный сотрудник Института радиофизики и электроники Академии наук УССР |
| Создание и внедрение комплекса квазиоптических радиоизмерительных устройств миллиметровых и субмиллиметровых волн                                                                                    | Князьков, Борис Николаевич          | младший научный сотрудник Института радиофизики и электроники Академии наук УССР |
| Создание и внедрение комплекса квазиоптических радиоизмерительных устройств миллиметровых и субмиллиметровых волн                                                                                    | Масалов, Сергей Александрович       | кандидат физико-математических наук, старший научный сотрудник Института радиофизики и электроники Академии наук УССР |
| Создание и внедрение комплекса квазиоптических радиоизмерительных устройств миллиметровых и субмиллиметровых волн                                                                                    | Щербов, Вячеслав Александрович      | кандидат технических наук, старший научный сотрудник Института радиофизики и электроники Академии наук УССР |
| Создание и внедрение комплекса квазиоптических радиоизмерительных устройств миллиметровых и субмиллиметровых волн                                                                                    | Литвинов, Дмитрий Дмитриевич        | кандидат технических наук, старший научный сотрудник Института радиофизики и электроники Академии наук УССР |
| Создание и внедрение комплекса квазиоптических радиоизмерительных устройств миллиметровых и субмиллиметровых волн                                                                                    | Яновский, Моисей Соломонович        | кандидат технических наук, старший научный сотрудник Института радиофизики и электроники Академии наук УССР |
| Создание и внедрение комплекса квазиоптических радиоизмерительных устройств миллиметровых и субмиллиметровых волн                                                                                    | Кулешов, Евгений Митрофанович       | кандидат технических наук, заведующий отделом Института радиофизики и электроники Академии наук УССР |
| Создание и внедрение комплекса квазиоптических радиоизмерительных устройств миллиметровых и субмиллиметровых волн                                                                                    | Шестопалов, Виктор Петрович         | член-корреспондент АН УССР, заместитель директора Института радиофизики и электроники Академии наук УССР |
| Цикл работ «Гидрохимия поверхностных вод Украины» | Алмазов, Александр Маркович         | доктор географических наук, профессор |
| Цикл работ «Гидрохимия поверхностных вод Украины» | Фельдман, Маша Бенционовна          | кандидат химических наук, бывший работник Института гидробиологии Академии наук УССР |
| Цикл работ «Гидрохимия поверхностных вод Украины» | Майстренко, Юрий Гордеевич          | кандидат химических наук, бывший работник Института гидробиологии Академии наук УССР |
| Цикл работ «Гидрохимия поверхностных вод Украины» | Нахшина, Елена Петровна             | кандидат химических наук, старший научный сотрудник Института гидробиологии Академии наук УССР |
| Цикл работ «Гидрохимия поверхностных вод Украины» | Денисова, Александра Ивановна       | кандидат химических наук, старший научный сотрудник Института гидробиологии Академии наук УССР |
| Цикл работ «Гидрохимия поверхностных вод Украины» | Коненко, Анна Дмитриевна            | кандидат химических наук, старший научный сотрудник Института гидробиологии Академии наук УССР |